# Horst Wolffgramm

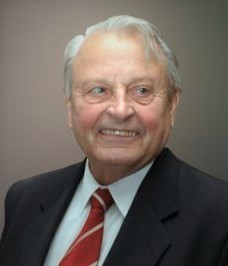
Horst Wolffgramm (2006)

Horst Wolffgramm (* 24. Oktober 1926 in Stettin; † 10. Februar 2020 in Frankfurt (Oder)) war ein deutscher Technikdidaktiker. Er gilt als einer der Begründer der modernen Allgemeinen Technologie. Er war Gründer der Sektion Polytechnik an der Martin-Luther-Universität Halle-Wittenberg und auch als Prorektor dieser Universität wirksam.

## Leben und Wirken
Wolffgramm wurde zwischen den beiden Weltkriegen in der damaligen deutschen Großstadt Stettin an der Odermündung geboren, sein Vater war als Schlosser tätig. 1943 erlangte er die Mittlere Reife. Von 1943 bis 1945 war er zum Kriegsdienst verpflichtet.
Nach dem Zweiten Weltkrieg begann er von 1945 bis 1949 als Neulehrer seine berufliche Laufbahn in einer Landschule, er erlangte in dieser Zeit die 1. und 2. Lehrerprüfung. Ab 1947 wechselte er als Oberschullehrer nach Frankfurt (Oder). Sein Lehrerstudium absolvierte er von 1949 bis 1954 im kombinierten Direkt- und Fernstudium an der Humboldt-Universität zu Berlin (HUB) in den Fächern Chemie und Geographie. 1954 erreichte er die Attestation als Oberstufenlehrer.
Wolffgramm wechselte an das Deutsche Pädagogische Zentralinstitut (DPZI) in Berlin und war hier von 1952 bis 1958 tätig. Man hatte ihm angeboten, an der Entwicklung der wissenschaftlichen und konzeptionellen Grundlagen für eine polytechnische Bildung in der DDR mitzuarbeiten. Hierzu entstand auch seine Dissertation, mit der er 1958 an der HUB promoviert wurde.
1959 wurde in der DDR die zehnklassige allgemeinbildende Polytechnische Oberschule (POS) eingeführt. Seit 1960 übernahm Wolffgramm als Dozent und Leiter der Abteilung für polytechnische Bildung und Erziehung am Institut für Pädagogik der Martin-Luther-Universität Halle-Wittenberg (MLU) hierzu den Aufbau der entsprechenden Lehrerausbildung. Er vereinte diese Abteilung mit der für Werkunterricht und gründete 1962 ein eigenes Institut für polytechnische Bildung und Erziehung an der Pädagogischen Fakultät.
1963/64 war er mit der Wahrnehmung einer Professur mit Lehrauftrag beauftragt. 1964 wurde er als ordentlicher Professor mit Lehrauftrag für Polytechnische Bildung und Erziehung an der MLU, Mathematisch-Naturwissenschaftliche Fakultät berufen. 1966 erlangte Wolffgramm seine Habilitation an der MLU.
Im Mittelpunkt seiner Denkansätze sowie seiner Forschungsarbeiten stand die Grundlegung einer "Mutter-Disziplin" für den Polytechnik-Unterricht - vergleichbar mit "Mathematik für den Mathematik-Unterricht" oder "Chemie für den Chemie-Unterricht". Zur Begründung einer solchen "Polytechnik" hat er auf den Ansatz zur Allgemeinen Technologie von Johann Beckmann aus dem Jahr 1806 zurückgegriffen.
In seinem Werk Allgemeine Technologie, das in mehreren Auflagen bei unterschiedlichen Verlagen erschienen ist, veröffentlichte Wolffgramm erstmals 1978 eine zusammenhängende Darstellung der Elemente, Strukturen und Gesetzmäßigkeiten technologischer Systeme. Zur allgemeinen Technologie lieferte er auch eine Definition: Die allgemeine Technologie abstrahiert weitgehend von den konkreten Bedingungen der Arbeitsgegenstände, der Produkte und der Produktionsprozesse. Mit vorwiegend generalisierenden und vergleichenden Methoden untersucht sie das Gesamtsystem der Bearbeitungsvorgänge sowie die Gesetzmäßigkeiten und Prinzipien der Verknüpfung und Kombination der Elemente des Produktionsprozesses unter Systemaspekt. Gegenstand der allgemeinen Technologie sind die Invarianzen der Produktionsprozesse, ihre Gemeinsamkeiten hinsichtlich der technologischen Elemente, Strukturen und Kopplungen. Weiterhin entwickelte er ein Modell der Organstruktur als grundlegende Gemeinsamkeit aller technologischen Systeme. In seinen späteren Hauptwerken (Technische Systeme und Allgemeine Technologie, insgesamt vier Bände) weitete er diese Darstellungen aus.
Ab 1965 war Wolffgramm Vorsitzender der Zentralen Fachkommission für Polytechnik der DDR. Seit dieser Zeit wirkte er auch als Redaktionsmitglied der beiden Zeitschriften Die Technik sowie Jugend und Technik.
Wolffgramm erhielt 1971 während seiner Tätigkeit als 1. Prorektor der MLU den Ehrentitel Verdienter Lehrer des Volkes, 1988 wurde er für sein Wirken bei der Urania – Gesellschaft zur Verbreitung wissenschaftlicher Kenntnisse mit dem Vaterländischen Verdienstorden in Gold ausgezeichnet.
Zu Wolffgramms Schülern zählten Professoren wie Elke Hartmann, Christian Hein, Lothar Abicht, Manfred Perwitzschky, Herbert Franke, Hans-Dieter Maertens, Manfred Lutherdt.

## Schriften (Auswahl)
Horst Wolffgramm war Autor von 7 Fachbüchern und weiterhin an 17 Buchpublikationen beteiligt, die in mehreren Auflagen erschienen sind. Darüber hinaus veröffentlichte er eine Vielzahl von wissenschaftlichen Artikeln, seine gesamte Publikationstätigkeit umfasst etwa 430 Arbeiten.
- mit Gisela Buschendorf und Irmgard Radandt (Hrsg.): Weltall Erde Mensch, Verlag Neues Leben, Berlin 1954.
- Zu wissenschaftlichen Grundlagen des polytechnischen Unterrichts. Halle (Saale) 1968.
- Allgemeine Technologie: Elemente, Strukturen und Gesetzmäßigkeiten technologischer Systeme. Fachbuchverlag, Leipzig 1978.
- Allgemeine Techniklehre. 3 Bände. Franzbecker, Hildesheim 1994–1997.
- Gegenstandsbereich und Struktur einer Allgemeinen Techniklehre. In: Gerhard Banse, Ernst-Otto Reher (Hrsg.): Fortschritte bei der Herausbildung der Allgemeinen Techniklehre. Sitzungsberichte Leibniz-Sozietät der Wissenschaften zu Berlin, Band 75, Jahrgang 2004. trafo Wissenschaftsverlag, Berlin 2004, S. 69–80.